# Bitjvintaudden
Bitjvintaudden (georgiska: ბიჭვინთის კონცხი, Bitjvintis kontschi) är en udde i Georgien. Den ligger i den autonoma republiken Abchazien, i den västra delen av landet, 400 km väster om huvudstaden Tbilisi. På udden finns staden Bitjvinta (Pitsunda).